# Mafia K'1 Fry
Mafia K'1 Fry is een Franse rapformatie van muzikanten uit de Parijse voorsteden van Val-de-Marne die in 1995 is opgericht. De naam van het collectief komt voort uit het verlan en betekent letterlijk Afrikaanse Maffia. Als vertegenwoordiger van de etnisch-culturele minderheden met een Afrikaanse afkomst in de Franse banlieues, heeft de groep een grote aanhang in het Franse rapcircuit. De rapformatie maakte tussen 1997 en 2007 vier reguliere albums. De bekendste gezichten van de supergroep zijn de rappers Demon One, Kery James, Mokobé, Rim'K, Rohff en de overleden diskjockey DJ Mehdi.

## Geschiedenis
In 1995 werd het collectief, bestaande uit rappers en rapformaties uit Vitry-sur-Seine die zichzelf al bewezen in het undergroundcircuit, opgericht onder de naam "L'Union" (De Unie). Pas nadat het woord Mafia K'1 Fry spontaan viel in een freestyle van de rapper Douma le Parrain, werd deze naam officieel aangenomen. Mafia K'1 Fry betekent "Afrikaanse Maffia" in het verlan, dat verwijst naar de familieband tussen de leden die allen een volledige of gedeeltelijke Afrikaanse afkomst hebben en tevens verwijst het naar de georganiseerde afdelingen binnen het collectief (zoals de affiliaties 113, Different Teep, Ideal J en Intouchable). De supergroep heeft een werkwijze die lijkt op het rapcollectief Wu-Tang Clan.
Mede dankzij de grote en loyale aanhang onder de etnisch-culturele minderheden in de Franse banlieues, weet Mafia K'1 Fry zich in de jaren '90 en de vroege jaren '00 ondanks het gebrek aan airplay op te werken naar een populaire status in het Franse rapcircuit. Het internationaal meest bekende nummer van de groep is "Pour ceux", dat geschreven werd als een ode aan hun achterban.
Vanaf het begin van de jaren '00 zijn de rappers en formaties binnen Mafia K'1 Fry ook solo erg succesvol geworden. Ondanks de drukke soloprojecten, verschijnen er dan toch twee mini-albums: Les Liens Sacrés en Légendaire. Wanneer de groepsleden in 2003 wel de tijd nemen om te werken aan een echt album, verschijnt er uiteindelijk het album Cerise sur le Ghetto, dat bestempeld wordt als een klassieker in de Franse hiphop en een 8ste plaats behaald in de hitlijsten. Ondertussen heeft de rapformatie ook een kledinglijn gestart, genaamd Africaine Armure.
In 2004 hebben de rappers Rohff en Kery James hun lidmaatschap tijdelijk op een lager pitje gezet wegens het succes van hun solocarrière, maar het contact met de leden blijft. In 2007 wordt het album Jusqu'à la mort uitgebracht. Het album bleek, mede door tracks als Guerre en Val 2 meurtre, zeer succesvol en werd na goede noteringen in de albumcharts in Frankrijk met goud onderscheiden. Hiermee bevestigde Mafia K'1 Fry haar dominante en invloedrijke status van haar leden in het Franse rapcircuit.

## Discografie

### Albums
| Album(s) met hitnoteringen in de nationale en internationale hitlijsten | Datum van verschijnen | Hoogste positie | Hoogste positie | Hoogste positie | Hoogste positie | Hoogste positie | Opmerkingen  |
| Album(s) met hitnoteringen in de nationale en internationale hitlijsten | Datum van verschijnen | FR              | BE              | CH              | NL              | EU              | Opmerkingen  |
| ----------------------------------------------------------------------- | --------------------- | --------------- | --------------- | --------------- | --------------- | --------------- | ------------ |
| Les Liens Sacrés                                                        | 1997                  | -               | -               | -               | -               | -               | Mini-album   |
| Légendaire                                                              | 1999                  | -               | -               | -               | -               | -               | Mini-album   |
| Cerise sur le Ghetto                                                    | 2003                  | 8               | -               | -               | -               | -               |              |
| Jusqu'à la mort                                                         | 2007                  | 7               | 69              | 82              | -               | ?               | Gouden plaat |

## Videoclips
| Jaar | Naam      | Regisseur   | Van het album        |
| ---- | --------- | ----------- | -------------------- |
| 2003 | Pour ceux | Kourtrajmé  | Cerise sur le Ghetto |
| 2003 | Balance   | Raphaël IV  | Cerise sur le Ghetto |
| 2003 | Rabzouz   |             | Cerise sur le Ghetto |
| 2007 | Guerre    | Seb Caudron | Jusqu'à la mort      |